# La Fille du Père Noël 2 : Panique à Polaris
Pour plus de détails, voir Fiche technique et Distribution.
La Fille du Père Noël 2 : Panique à Polaris (Santa Baby 2: Christmas Maybe) est un téléfilm de Noël américain, diffusé en 2009. Il s'agit de la suite de La Fille du Père Noël.

## Fiche technique
- Titre original : Santa Baby 2: Christmas Maybe
- Titre français : La Fille du Père Noël 2 : Panique à Polaris
- Réalisation : Ron Underwood
- Scénario : Garrett Frawley et Brian Turner
- Pays d'origine : États-Unis
- Format : Couleurs - 1,78:1 - Stéréo
- Genre : comédie
- Date de première diffusion : 2009

## Distribution
- Jenny McCarthy (VF : Rafaèle Moutier) : Mary Class
- Mig Macario : Sandy
- Dean McDermott (VF : Xavier Fagnon) : Luke Jessup
- Paul Sorvino (VF : Jean-Claude Sachot) : Santa Claus
- Gabe Khouth (VF : Jérémy Prevost) : Skip l'elfe
- Kelly Stables (VF : Karine Foviau) : Teri / Phoebe, l'elfe
- Kristen Holden-Ried (VF : Alexis Victor) : Colin Nottingham
- Lynne Griffin : Mme Claus
- Richard Side : Gary, l'elfe
- Jessica Parker Kennedy : Lucy, l'elfe